# Finnstjärnen, Hälsingland
Finnstjärnen är en sjö i Ovanåkers kommun i Hälsingland och ingår i Ljusnans huvudavrinningsområde. Sjön har en area på 0,0431 kvadratkilometer och ligger 160 meter över havet.

## Delavrinningsområde
Finnstjärnen ingår i det delavrinningsområde (681239-150698) som SMHI kallar för Ovan Ålakarsbäcken. Medelhöjden är 181 meter över havet och ytan är 23,13 kvadratkilometer. Räknas de 16 avrinningsområdena uppströms in blir den ackumulerade arean 203,39 kvadratkilometer. Hässjaån som avvattnar avrinningsområdet har biflödesordning 3, vilket innebär att vattnet flödar genom totalt 3 vattendrag innan det når havet efter 78 kilometer. Avrinningsområdet består mestadels av skog (82 procent). Avrinningsområdet har 0,04 kvadratkilometer vattenytor vilket ger det en sjöprocent på 0,2 procent.